# Anneissia intermedia
Anneissia intermedia is een haarster uit de familie Comatulidae.
De wetenschappelijke naam van de soort werd in 1916 gepubliceerd door Austin Hobart Clark.